# Ejército de Yemen
El Ejército de Yemen (en árabe: القوات البرية اليمنية) es la rama más grande de las Fuerzas Armadas de Yemen, su comandante en jefe es el Presidente de Yemen.

## Introducción
Las fuerzas terrestres yemeníes, dependen principalmente de equipo y armamento militar occidental, de países de la Unión Europea y de la OTAN, y del antiguo Bloque del Este. Las fuerzas terrestres yemeníes tienen edificios administrativos y centros de logística militar, una red de comunicaciones militares, cocinas y hospitales de campaña. Las fuerzas terrestres yemeníes tienen vehículos de transporte blindado de personal.

## Historia
El ejército real del Reino Mutawakkilita de Yemen se convirtió en el Ejército de Yemen del Norte en 1962. El Ejército de Yemen del Sur fue establecido en 1967. Tras la unificación yemení, los dos ejércitos se fusionaron. Las fuerzas terrestres yemeníes incluyen infantería, artillería y unidades blindadas.

## Estructura organizativa
Las fuerzas terrestres yemeníes están presentes en siete regiones militares y zonas operativas determinadas según los requisitos del teatro de operaciones y los requisitos de campo de batalla, y consisten en las siguientes unidades militares. El Ejército de tierra yemenita está organizado en brigadas blindadas, brigadas de infantería mecanizada, brigadas de artillería de campaña y brigadas de defensa antiaérea. El ejército yemení dispone de una brigada de comandos, una brigada de fuerzas aerotransportadas, una brigada de misiles antitanque, una brigada de fuerzas especiales y un batallón de misiles superficie-aire.

## Brigadas de combate
Las brigadas de combate del ejército de tierra yemení operan en el marco de las regiones militares y las zonas operativas, contando con diferencias cuantitativas y cualitativas según la naturaleza de los distintos teatros de operaciones.

## Fuerza de reserva
Hay unidades militares de diferentes tipos y también hay una fuerza de reserva estratégica a nivel de división, su posicionamiento y su uso se determinan de acuerdo con el plan de defensa presentado por el ministro de Defensa y el Estado Mayor conjunto, y es aprobado por el Comandante en jefe de las Fuerzas armadas.

## Regiones militares

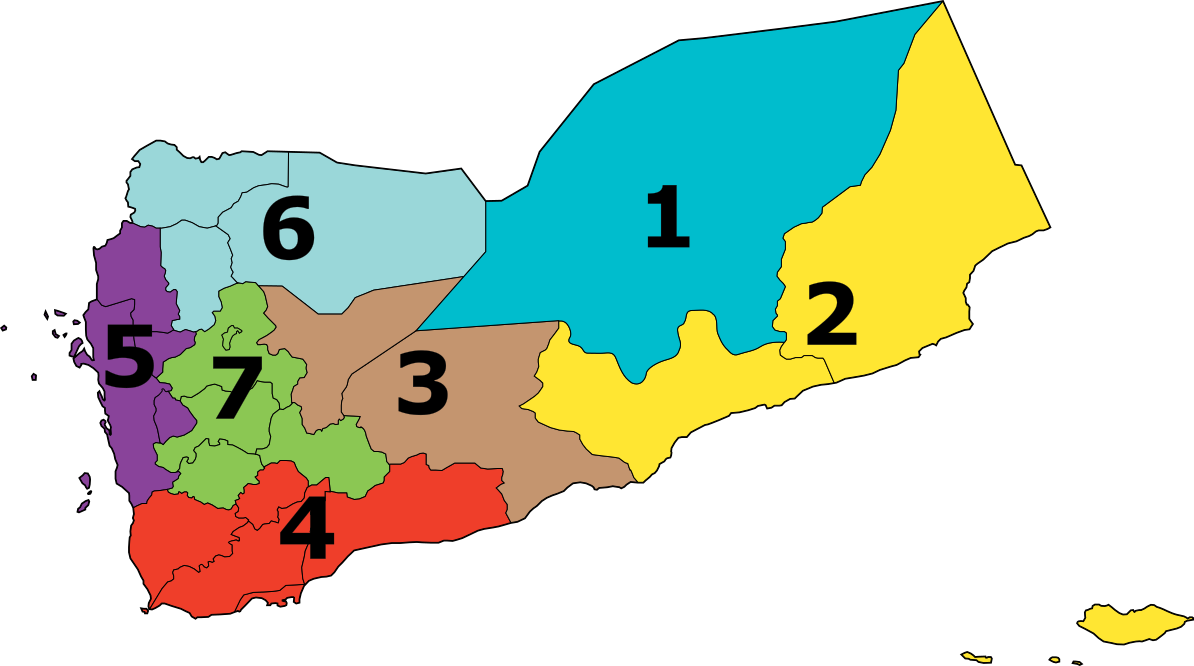
Mapa de las regiones militares de Yemen.

Hay siete mandos militares regionales, y existen una serie de mandos operativos, cada uno de los cuales tiene en cuenta la eficacia del mando y control operativo y está preparado para reducir la centralización administrativa de la organización militar central. Las fuerzas del ejército de tierra están distribuidas en siete regiones militares, el Presidente de Yemen, es el comandante en jefe de las Fuerzas Armadas de Yemen. La mayor parte del ejército yemení depende del Ministerio de Defensa de Yemen, y algunas unidades dependen directamente del Presidente de Yemen.

## Número de fuerzas
El número de fuerzas terrestres yemeníes es de aproximadamente 80 000 combatientes repartidos en siete regiones militares y una fuerza de reserva estratégica. El ejército de tierra yemení tiene alrededor de 30 brigadas: 15 brigadas de infantería mecanizada, 10 brigadas acorazadas, y cinco brigadas de misiles balísticos y artillería de campaña. El despliegue operativo de las unidades militares en el campo de batalla se realiza según la fuerza de combate requerida.

## Equipamiento militar
Las fuerzas terrestres yemeníes, tienen una gran cantidad de equipo militar, comenzando con armas ligeras como la pistola semiautomática Glock, los fusiles de asalto AK-47 Kalashnikov y M16, armas medianas como las ametralladoras DShK de 12,7 × 108 mm, y armas pesadas.

### Armas pesadas
- Carros de combate y Carros de combate principales (Se estima que el número de tanques en Yemen es de unos 3000 tanques).

- Vehículos de reconocimiento blindado (se estima que hay unos 1000 vehículos de reconocimiento blindado en Yemen).

- Vehículos de transporte blindado de personal (se estima que hay unos 1500 vehículos blindados de transporte de personal en Yemen).

- Vehículos blindados de combate de infantería (se estima que hay unos 1600 vehículos blindados de combate de infantería en Yemen).

- Artillería remolcada y artillería autopropulsada (se estima que hay unas 2200 piezas de artillería en Yemen).

- Misiles superficie-superficie (se estima que hay unos 300 misiles superficie-superficie en Yemen).

### Armas medianas
Las fuerzas terrestres cuentan con armas medianas como: Misiles antitanque guiados, ametralladoras y lanzagranadas.

### Armas ligeras
El Ejército de tierra yemení cuenta con armas ligeras como: Pistolas semiautomáticas, fusiles de asalto, fusiles de francotirador y fusiles de tirador designado.

## Armamento

#### Armas de fuego
| Nombre                   | Fotografía               | Origen                   | Tipo                         | Munición                 | Fabricante                                                                |
| Pistolas semiautomáticas | Pistolas semiautomáticas | Pistolas semiautomáticas | Pistolas semiautomáticas     | Pistolas semiautomáticas | Pistolas semiautomáticas                                                  |
| ------------------------ | ------------------------ | ------------------------ | ---------------------------- | ------------------------ | ------------------------------------------------------------------------- |
| Glock-19                 |                          | Austria                  | Pistola semiautomática       | 9 × 19 mm Parabellum     | Glock Ges.m.b.H.                                                          |
| Carabinas                |                          |                          |                              |                          |                                                                           |
| Carabina M4              |                          | Estados Unidos           | CarabinaFusil de asalto      | 5,56 × 45 mm OTAN        | Colt's Manufacturing Company                                              |
| SKS                      |                          | Rusia                    | CarabinaFusil semiautomático | 7,62 × 39 mm             | Planta de armas de Tula                                                   |
| Karabiner 98 Kurz        |                          | Alemania                 | CarabinaFusil de cerrojo     | 7,92 × 57 mm             | Mauser                                                                    |
| Fusiles de cerrojo       |                          |                          |                              |                          |                                                                           |
| Lee-Enfield              |                          | Reino Unido              | Fusil de cerrojo             | .303 British             | Royal Small Arms Factory                                                  |
| Fusiles de asalto        |                          |                          |                              |                          |                                                                           |
| AK-74                    |                          | Rusia                    | Fusil de asalto              | 5,45 × 39 mm             | Corporación Kalashnikov                                                   |
| Fusil M16                |                          | Estados Unidos           | Fusil de asalto              | 5,56 × 45 mm OTAN        | Colt's Manufacturing Company                                              |
| Colt CM901               |                          | Estados Unidos           | Fusil de asalto              | 5,56 × 45 mm OTAN        | Colt's Manufacturing Company                                              |
| AR-M1                    |                          | Bulgaria                 | Fusil de asalto              | 5,56 × 45 mm OTAN        | Arsenal AD                                                                |
| AK-47                    |                          | Rusia                    | Fusil de asalto              | 7,62 × 39 mm             | Corporación Kalashnikov                                                   |
| AKM                      |                          | Rusia                    | Fusil de asalto              | 7,62 × 39 mm             | Corporación Kalashnikov                                                   |
| Fusiles de combate       |                          |                          |                              |                          |                                                                           |
| Heckler & Koch G3        |                          | Alemania                 | Fusil de combate             | 7,62 × 51 mm OTAN        | Heckler & Koch                                                            |
| FN FAL                   |                          | Bélgica                  | Fusil de combate             | 7,62 × 51 mm OTAN        | FN Herstal                                                                |
| L1A1                     |                          | Reino Unido              | Fusil de combate             | 7,62 × 51 mm OTAN        | Royal Small Arms Factory                                                  |
| Fusiles de francotirador |                          |                          |                              |                          |                                                                           |
| Dragunov SVU             |                          | Rusia                    | Fusil de francotirador       | 7,62 × 54 mm R           | KBP Instrument Design Bureau                                              |
| Fusiles antimaterial     |                          |                          |                              |                          |                                                                           |
| Barrett M82              |                          | Estados Unidos           | Fusil antimaterial           | 12,7 × 99 mm OTAN        | Barrett Firearms Company                                                  |
| Ametralladoras           |                          |                          |                              |                          |                                                                           |
| FN Minimi                |                          | Bélgica                  | Ametralladora ligera         | 5,56 × 45 mm OTAN        | FN Herstal                                                                |
| RPK                      |                          | Rusia                    | Ametralladora ligera         | 7,62 × 39 mm             | Planta de construcción de maquinaria de Vyatskiye PolyanyRostec           |
| Browning M2              |                          | Estados Unidos           | Ametralladora pesada         | 12,7 × 99 mm OTAN        | General DynamicsFN HerstalFNH UKOhio OrdnanceUS Ordnance                  |
| Ametralladora NSV        |                          | Kazajistán               | Ametralladora pesada         | 12,7 × 108 mm            | Empresa de construcción de maquinaria de Kazajistán Occidental JSC (ZKMK) |
| DShK                     |                          | Rusia                    | Ametralladora pesada         | 12,7 × 108 mm            | Planta de armas de Tula                                                   |
| Lanzagranadas            |                          |                          |                              |                          |                                                                           |
| Lanzagranadas M79        |                          | Estados Unidos           | Lanzagranadas                | Granada de 40 mm         | Springfield Armory                                                        |

#### Armas antitanque
| Nombre                  | Fotografía   | Origen         | Tipo                          | Calibre      | Fabricante         |
| Lanzacohetes            | Lanzacohetes | Lanzacohetes   | Lanzacohetes                  | Lanzacohetes | Lanzacohetes       |
| ----------------------- | ------------ | -------------- | ----------------------------- | ------------ | ------------------ |
| M72 LAW                 |              | Noruega        | Granada propulsada por cohete | 66 mm        | Nammo              |
| RPG-7                   |              | Rusia          | Granada propulsada por cohete | 85 mm        | Bazalt             |
| Cañones sin retroceso   |              |                |                               |              |                    |
| Cañón sin retroceso M40 |              | Estados Unidos | Cañón sin retroceso           | 105 mm       | Watervliet Arsenal |

#### Artillería
| Nombre                              | Fotografía           | Origen               | Tipo                                | Calibre              | Fabricante                                          |
| Artillería antiaérea                | Artillería antiaérea | Artillería antiaérea | Artillería antiaérea                | Artillería antiaérea | Artillería antiaérea                                |
| ----------------------------------- | -------------------- | -------------------- | ----------------------------------- | -------------------- | --------------------------------------------------- |
| ZSU-23-2                            |                      | Rusia                | Artillería antiaérea                | 23 mm                | KBP Instrument Design Bureau                        |
| Bofors 40 mm                        |                      | Reino Unido Suecia   | Artillería antiaérea                | 40 mm                | BAE SystemsBofors                                   |
| Artillería antiaérea autopropulsada |                      |                      |                                     |                      |                                                     |
| ZSU-23-4                            |                      | Rusia                | Artillería antiaérea autopropulsada | 23 mm                | Planta de Maquinaria Mecánica de Ulyanovsk          |
| Artillería autopropulsada           |                      |                      |                                     |                      |                                                     |
| 2S1 Gvozdika                        |                      | Ucrania              | Artillería autopropulsada           | 122 mm               | Planta de tractores de Járkov                       |
| Artillería de cohetes               |                      |                      |                                     |                      |                                                     |
| BM-21                               |                      | Rusia                | Artillería de cohetes               | 122 mm               | NPO Splav                                           |
| BM-27 Uragan                        |                      | Rusia                | Artillería de cohetes               | 220 mm               | NPO Splav                                           |
| Artillería remolcada                |                      |                      |                                     |                      |                                                     |
| M-46                                |                      | Rusia                | Artillería remolcada                | 130 mm               | Fábricas de Motovílija                              |
| M1955 (D-20)                        |                      | Rusia                | Artillería remolcada                | 152 mm               | Fábrica de artillería número nueve de Ekaterimburgo |
| Morteros                            |                      |                      |                                     |                      |                                                     |
| Mortero L16 de 81 mm                |                      | Reino Unido          | Mortero                             | 81 mm                | Royal Ordnance                                      |

#### Misiles
| Nombre                                | Fotografía         | Origen             | Tipo                  | Fabricante                             |
| Misiles antitanque                    | Misiles antitanque | Misiles antitanque | Misiles antitanque    | Misiles antitanque                     |
| ------------------------------------- | ------------------ | ------------------ | --------------------- | -------------------------------------- |
| BGM-71 TOW                            |                    | Estados Unidos     | Misil antitanque      | Hughes AircraftRaytheonRTX Corporation |
| 9K11 Maliutka                         |                    | Rusia              | Misil antitanque      | KBM                                    |
| Misiles balísticos                    |                    |                    |                       |                                        |
| OTR-21 Tochka                         |                    | Rusia              | Misil balístico       | KBM                                    |
| Misiles superficie-aire               |                    |                    |                       |                                        |
| S-75 Dvina                            |                    | Rusia              | Misil superficie-aire | Almaz-AnteyMKB FakelNPO Lávochkin      |
| S-125 Neva/Pechora                    |                    | Rusia              | Misil superficie-aire | Almaz-Antey                            |
| Sistema de defensa antiaérea portátil |                    |                    |                       |                                        |
| 9K32 Strela-2                         |                    | Rusia              | MANPADS               | KBM                                    |

#### Vehículos
| Nombre                               | Fotografía        | Origen            | Tipo                                | Fabricante                        |
| Carros de combate                    | Carros de combate | Carros de combate | Carros de combate                   | Carros de combate                 |
| ------------------------------------ | ----------------- | ----------------- | ----------------------------------- | --------------------------------- |
| M60 Patton                           |                   | Estados Unidos    | Carro de combate principal          | Chrysler                          |
| T-72                                 |                   | Rusia             | Carro de combate principal          | Uralvagonzavod                    |
| T-62                                 |                   | Rusia             | Carro de combate principal          | Uralvagonzavod                    |
| T-54/T-55                            |                   | Rusia             | Carro de combate principal          | Uralvagonzavod                    |
| Automóviles blindados                |                   |                   |                                     |                                   |
| Panhard AML                          |                   | Francia           | Automóvil blindado                  | Panhard                           |
| Vehículos de reconocimiento blindado |                   |                   |                                     |                                   |
| BRDM-2                               |                   | Rusia             | Vehículo de reconocimiento blindado | GAZ                               |
| Vehículos de combate de infantería   |                   |                   |                                     |                                   |
| BMP-1                                |                   | Rusia             | Vehículo de combate de infantería   | Kurganmashzavod                   |
| BMP-2                                |                   | Rusia             | Vehículo de combate de infantería   | Kurganmashzavod                   |
| Transportes blindados de personal    |                   |                   |                                     |                                   |
| M113                                 |                   | Estados Unidos    | Transporte blindado de personal     | FMC Corporation                   |
| BTR-40                               |                   | Rusia             | Transporte blindado de personal     | GAZ                               |
| BTR-50                               |                   | Rusia             | Transporte blindado de personal     | Planta de Tractores de Volgogrado |
| BTR-60                               |                   | Rusia             | Transporte blindado de personal     | GAZ                               |
| BTR-80                               |                   | Rusia             | Transporte blindado de personal     | GAZ                               |
| Vehículos todoterreno                |                   |                   |                                     |                                   |
| Al-Shibl                             |                   | Arabia Saudita    | Vehículo todoterreno                | Military Industries Corporation   |
| Humvee                               |                   | Estados Unidos    | Vehículo todoterreno                | AM General                        |
| UAZ-469                              |                   | Rusia             | Vehículo todoterreno                | UAZ                               |

## Graduación militar

### Oficiales
| Grado militar       | Insignia | Rangos OTAN |
| ------------------- | -------- | ----------- |
| Mariscal de campo   |          | OF-9        |
| Teniente general    |          | OF-8        |
| General de Ejército |          | OF-7        |
| General de división |          | OF-6        |
| General de brigada  |          | OF-5        |
| Coronel             |          | OF-4        |
| Teniente coronel    |          | OF-3        |
| Comandante          |          | OF-2        |
| Capitán             |          | OF-2        |
| Teniente            |          | OF-1        |
| Alférez             |          | OF-1        |

### Suboficiales
| Grado militar  | Insignia | Rangos OTAN |
| -------------- | -------- | ----------- |
| Sargento mayor |          | OR-5        |
| Sargento       |          | OR-4        |
| Cabo primero   |          | OR-3        |
| Cabo           |          | OR-2        |